# Kadencja (kolarstwo)

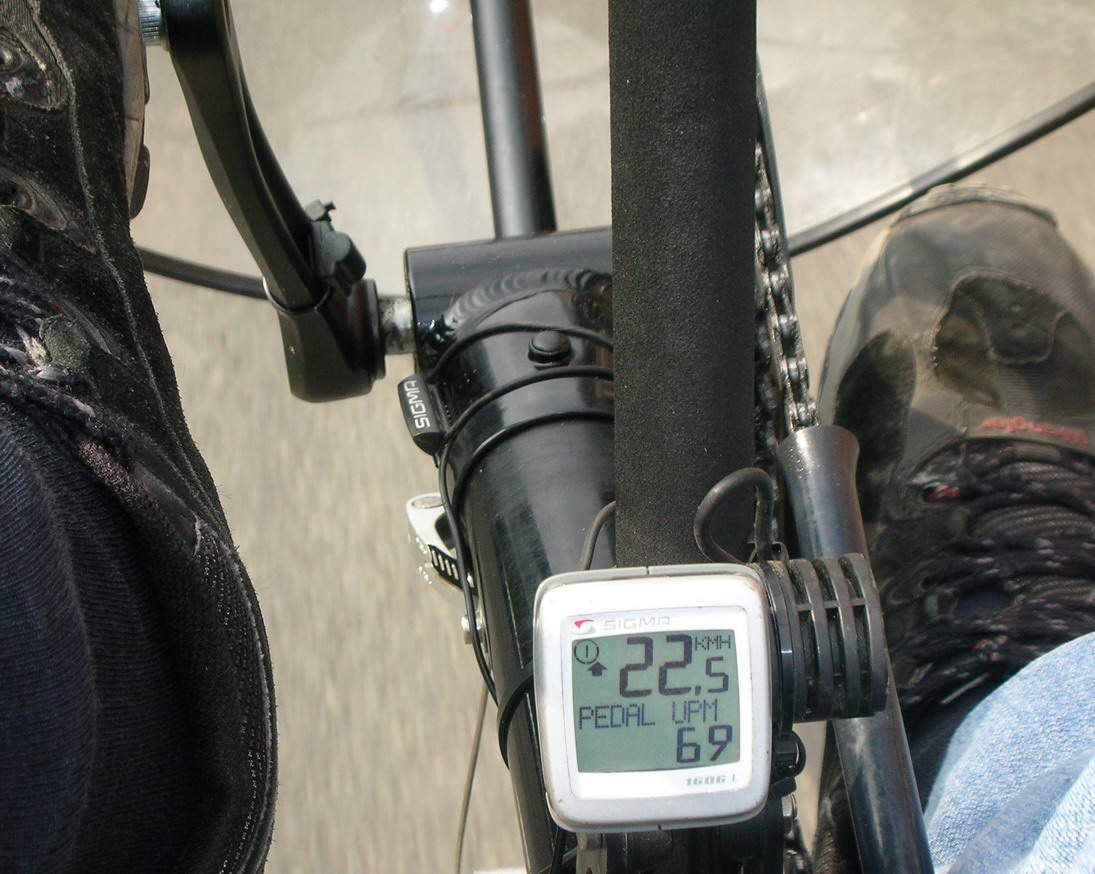
Komputer rowerowy wyświetlający aktualną kadencję.

Kadencja – w kolarstwie termin oznaczający prędkość pedałowania, określający liczbę obrotów wykonywanych przez mechanizm korbowy na minutę (obroty/min). Rowerzysta kontroluje kadencję zmianami przełożeń, aby utrzymać określoną prędkość przy minimalnym wysiłku i obciążeniu stawów.
Kadencja mierzona jest za pomocą różnego rodzaju czujników, montowanych m.in. w ramieniu korby (wówczas pomiaru dokonuje akcelerometr). Popularnym rozwiązaniem jest też czujnik w dolnej rurze tylnego trójkąta ramy, uruchamiany przez magnes umieszczony w pedale. Połączenie z komputerem rowerowym za pomocą bluetooth albo protokołu ANT+ umożliwia bieżące monitorowanie wyników na ekranie, umieszczanym najczęściej na kierownicy.
Wpływ kadencji na efektywność jazdy
Odpowiedni dobór kadencji wpływa nie tylko na komfort jazdy, ale także na efektywność energetyczną rowerzysty.  Zbyt niska kadencja może prowadzić do przeciążenia mięśni, co zwiększa ryzyko kontuzji, zwłaszcza kolan. Z kolei zbyt wysoka kadencja, choć mniej obciążająca dla stawów, może skutkować szybszym zmęczeniem układu sercowo-naczyniowego. Optymalna kadencja zależy od indywidualnych predyspozycji kolarza oraz rodzaju jazdy – dla większości rowerzystów rekreacyjnych rekomendowana jest kadencja w zakresie 70–90 obrotów na minutę, natomiast zawodowi kolarze często utrzymują ją na poziomie 90–100 obrotów na minutę.